# كيث ويليام مورتون
كيث ويليام مورتون (بالإنجليزية: Keith William Morton)‏ هو رياضياتي بريطاني، ولد في 28 مايو 1930 في إبسوتش في المملكة المتحدة.